# Fernand Gevaert
Fernand Gevaert (Brugge, 11 mei 1919 - Sint-Michiels, 2 januari 1965) was een Belgisch kunstschilder, behorende tot de Brugse School.

## Levensloop
Beroepshalve was Gevaert boekhouder bij de Brugse firma Franco-Belge Eurocolor.
Hij leerde schilderen als leerling bij José Storie. Hij ontwikkelde een eigen postexpressionistische stijl. Landschappen in Sint-Andries waren zijn geliefkoosd onderwerp. Daarnaast schilderde hij stillevens en vooral Brugse stadsgezichten.
Getroffen door multiple sclerose, was hij de laatste tien jaar van zijn leven bedlegerig. Dit belette hem niet actief verder te schilderen.